# سی۷پی
سی۷پی با نام کامل (به لهستانی:  Ciągnik Siedmiotonowy Polski) (اختصاری C7P) به معنی کشنده لهستانی ۷ تن یک کشنده شنی‌دار توپخانه بود که طی دهه ۱۹۳۰ میلادی از طرف ارتش لهستان مورد استفاده قرار گرفت.

## تاریخچه
در سال‌های ابتدایی دهه ۱۹۳۰ لهستانی‌ها برنامه‌ای جهت خرید تعدادی تانک ویکرز ۶ تن و کشنده توپخانه شنی‌دار را از بریتانیا داشتند. در سال ۱۹۳۱ تانک‌های ویکرز خریداری شده و وارد خدمت گشتند اما به زودی مشخص نمودند که با جغرافیا لهستان مطابقت ندارند، از همین رو لهستانی‌ها تصمیم گرفتند تانک جدیدی را بر پایه تانک ویکرز انگلیسی اما مناسب با شرایط کشورشان بسازند که منجر به خلق تانک ۷تی‌پی گشت. در سوی دیگر برنامه خرید کشنده‌ها از بریتانیا عملی نگشت و لهستانی‌ها برنامه ساخت کشنده ملی خودشان را بر پایه همان تانک ۷تی‌پی آغاز کردند. این کشنده قرار بود نسبت به کشنده‌های فرانسوی که در دهه ۱۹۲۰ خریداری شده بودند ارزان‌تر و دارای قابلیت مانور پذیری بیشتری باشد. لهستانی‌ها برای راحت‌تر کردن کار تولید و پایین آوردن قیمت عملاً از شاسی تانک سبک ۷تی‌پی و اتاقک اتوبوس‌های شرکت سوییسی زاورر بهره بردند.

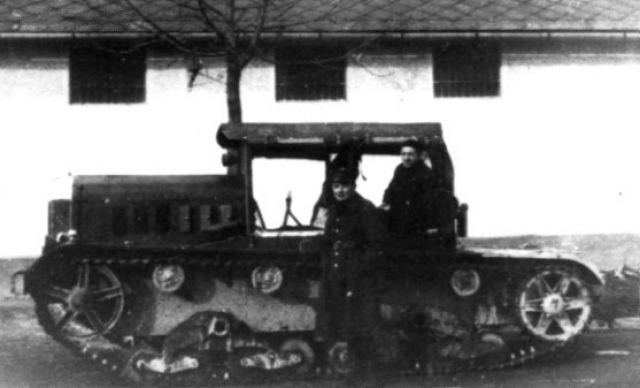
پیش نمونه موسوم به C6T

در سال ۱۹۳۳ دو نمونه اولیه توسط کارخانه اورسوس متعلق به کارخانه مهندسی ملی ساخته شدند. نمونه اول C6P نام داشت که یک خودروی محورجلو با موتور در پیشانی و نمونه دوم با نام C6T یک خودرو محور عقب با موتور در قسمت پشتی اتاقک بود که در نهایت نمونه اول به عنوان نمونه نهایی جهت تولید انتخاب گشت.
یک سال بعد در ۱۹۳۴ میلادی سفارش ساخت ۳۵۰ عدد داده شد که تا پیش آغاز جنگ جهانی دوم ۱۵۱ تا از آن‌ها تولید گشتند. تخمین زده می‌شود ۱۰۸ عدد از این خودرو به عنوان کشنده توپخانه به واحدهای توپخانه جهت حمل سنگین‌ترین ادوات آن‌ها مانند هویتزر ۲۲۰ میلی‌متری اسکودا تحویل داده شده باشد. واحدهای زرهی لهستان مانند تیپ ۱۰ سواره نظام موتوریزه نیز ۱۸ عدد از این خودروها را جهت حمل تانک‌های از کار افتاده در میدان نبرد تحویل گرفتند. دو عدد هم جهت انجام عملیات‌های عمرانی و تخریبی تحویل واحدهای مهندسی ارتش شد.
در هنگام تهاجم به لهستان در سال ۱۹۳۹ تمامی این خودروها در خدمت بودند که قسمت عمده آن‌ها توسط نیروهای آلمانی غنیمت گرفته و جهت عملیات برف روبی و حمل و نقل مورد استفاده قرار گرفت. هیچ نمونه‌ای از جنگ سالم نماند و تنها در سال ۲۰۰۱ تنه یک کشنده سی۷پی در نزدیکی ولگوگراد روسیه کشف شد که هم‌اکنون در موزه جنگ بزرگ میهنی مسکو نگهداری می‌گردد.